# Los Callejeros
Los Callejeros is een in 2005 in Leuven opgerichte band die wereldmuziek speelt die bestaat uit een mix van onder meer reggae, cumbia, son cubano, zigeunermuziek en ska.
De band ontstond uit het muzikale documentaireproject Cara o Moneda dat in Cuba werd opgenomen. Om deze documentaire te realiseren werkten Los Callejeros samen met de Cubaanse groep Monterey. Ter voorbereiding van dit project werd eerst een docuclip 'Via Del Sonqo' opgenomen in België met Ampara Sanchez (Amparanoïa), Omar Perry (zoon van Lee Scratch Perry) en vele anderen. 
In 2008 kwam de eerste cd 'El Camino es el Destino' uit, met een hidden track van Selah Sue. Voor het tweede album Presente! werd onder meer samengewerkt met Terrakota, Les Talons Gitans en het sociaal-artistieke project MurgaLova. 
Terwijl de eerste twee albums een Spaanse zigeunerstijluitstraalden, klinkt het derde album Ukamao! (2015) meer Zuid-Amerikaans.
De band speelde onder meer op Couleur Café, Zwarte Cross en Fiesta Mundial.

## Discografie
- Fortuna (2025)
- Ukamao! (2015)
- Presente! (2011)
- El camino es el destino (2008)